# جک اسمایت
جک اسمایت (به انگلیسی: John R. Smight) ( ۹ مارس ۱۹۲۵ - ۱ سپتامبر ۲۰۰۳) کارگردان و کارگردان تئاتر آمریکایی می‌باشد.
فیلم‌های ساخته شده توسط او عبارتند از: هارپر سال ۱۹۶۶، جنگ پنهان هری فریگ سال ۱۹۶۸، راهی برای معالجه یک خانم نیست سال ۱۹۶۸، مجری تور مسافرتی سال ۱۹۷۰، بدو، خرگوش سال ۱۹۷۰، فرودگاه ۱۹۷۵ سال ۱۹۷۵، میدوی سال ۱۹۷۶، کوچه لعن شده سال ۱۹۷۷، زوج های دوست داشتنی سال ۱۹۸۰ و سوگلی (۱۰۸۹)